# .pf
.pf es el dominio de nivel superior geográfico (ccTLD) para Polinesia Francesa (con Isla Clipperton).